# سیما جاسوال
سیما جاسوال (انگلیسی: Seema Jaswal؛ زادهٔ ۲۸ ژانویهٔ ۱۹۸۵) مجری و گزارشگر ورزشی شبکه‌های بی‌تی اسپورت، آی‌تی‌وی، بی‌بی‌سی و دازون اهل بریتانیا است. او لیگ برتر فوتبال انگلستان را گزارش می‌کند و پیش‌تر گزارشگر جام جهانی فوتبال ۲۰۲۲ در آی‌تی‌وی هم بود. او در کارنامهٔ خود گزارشگری لیگ قهرمانان اروپا ۲۲–۲۰۲۱، جام حذفی فوتبال انگلستان ۲۲–۲۰۲۱، جام جهانی فوتبال ۲۰۱۸ و جام ملت‌های اروپا ۲۰۲۰ را هم دارد.
جاسوال سفیر اطلاع‌رسانی و افزایش آگاهی عمومی دربارهٔ بیماری مننژیت است و خودش در سن ۱۶ سالگی مبتلا به مننژیت باکتریایی نوع B شده بود.
از فیلم‌ها یا مجموعه‌های تلویزیونی که وی در آن‌ها نقش داشته‌است، می‌توان به تد لاسو اشاره نمود.